# Simulium fuzhouense
Simulium fuzhouense är en tvåvingeart som beskrevs av Zhang och Wang 1991. Simulium fuzhouense ingår i släktet Simulium och familjen knott. Inga underarter finns listade i Catalogue of Life.